# Ludmila Dayer
Ludmila Dayer (Rio de Janeiro, 18 de junho de 1983) é uma diretora, atriz e produtora brasileira naturalizada estadunidense. Em 2006 mudou-se para Los Angeles, Estados Unidos, onde abriu a produtora Lupi Productions.

## Carreira
Começou a atuar com apenas 10 anos no filme Carlota Joaquina, Princesa do Brazil, interpretando em duas línguas: Inglês e espanhol, filme este produzido por Carla Camuratti, que lhe rendeu seu primeiro prêmio no cinema, o APCA de atriz coadjuvante pela Associação Paulista de críticos de Arte.  
Seu primeiro trabalho em televisão foi na telenovela da extinta TV Manchete Xica da Silva transmitida entre os anos de 1996 e 1997, onde interpretou a personagem Isabel Gonçalo. Seu outro destaque no cinema foi no longa Traição (filme) onde contracenou ao lado de Fernanda Montenegro, Fernanda Torres, e ganhou inúmeros prêmios por sua atuação. Logo depois trabalhou como a protagonista da sétima temporada de Malhação, novela teen da Rede Globo. 
Ficou mais popularmente conhecida por sua interpretação de Danielle Meira, a "ninfa bebê" de Senhora do Destino, de Aguinaldo Silva, interpretando a namorada de Giovanni Improtta (José Wilker). Em Os Ricos Também Choram, do SBT, fez a principal antagonista da trama. Foi protagonista do filme Vida de Menina, sobre os diários de Helena Morley, que vivia em Diamantina, Minas Gerais. 
Em 2006 mudou-se para Los Angeles, Estados Unidos, onde abriu uma produtora de conteúdo multimídia. Em 2009 participou dos pilotos Rollers e Polomino, ambas da HBO, porém ambas as séries acabaram não sendo aprovadas para irem ao ar. Em 2013 gravou uma participação em Louco por Elas.

## Vida Pessoal
Desde 2006 Ludmila vive em Los Angeles, onde administra sua produtora de cinema, a Lupi Productions.
Desde 2016 é casada com um empresário britânico.

## Filmografia

### Televisão
| Ano     | Título                   | Personagem                 | Notas                          |
| ------- | ------------------------ | -------------------------- | ------------------------------ |
| 1995    | Malhação                 | Taty                       | Episódios: "11–12 de julho"    |
| 1996    | Xica da Silva            | Isabel Gonçalo             |                                |
| 1998    | Corpo Dourado            | Bibí                       |                                |
| 1999    | Mulher                   | Mariana                    | Episódio: "Herança de Família" |
| 2000–01 | Malhação                 | Joana Vasconcelos Carneiro | Temporada 7                    |
| 2002    | Sítio do Picapau Amarelo | Juliana                    | Episódio: "Histórias Diversas" |
| 2002    | Brava Gente              | Alice                      | Episódio: "Diabólica"          |
| 2004    | Linha Direta             | Aída Curi                  | Episódio: "Aída Curi"          |
| 2004    | Senhora do Destino       | Danielle Meira             |                                |
| 2005    | Os Ricos Também Choram   | Sofia Trindade             |                                |
| 2013    | Louco por Elas           | Cibele                     | Episódio: "Amados Amantes"     |

### Cinema
| Ano  | Título                               | Personagem    | Nota |
| ---- | ------------------------------------ | ------------- | ---- |
| 1995 | Carlota Joaquina, Princesa do Brazil | Yolanda       |      |
| 1997 | A Inquebrável                        | Lana          |      |
| 1998 | Traição                              | Alice         |      |
| 2002 | As Vozes da Verdade                  | Gabriela      |      |
| 2004 | Vida de Menina                       | Helena Morley |      |
| 2008 | A Guerra dos Rocha                   | Paola         |      |
| 2009 | O Mundo de Lud                       | Lud           |      |
| 2013 | Parents                              | Mãe           |      |
| 2017 | Fakeation                            | Kiki          |      |
| 2017 | Colours                              | Zarah         |      |

### Web
| Ano     | Título        | Personagem |
| ------- | ------------- | ---------- |
| 2012–13 | The Situation | Jasmine    |

## Prêmios e indicações
| Ano  | Prêmio                                  | Categoria                             | Nomeações                            | Resultado |
| ---- | --------------------------------------- | ------------------------------------- | ------------------------------------ | --------- |
| 1996 | Prêmio APCA de Cinema                   | Melhor Atriz Revelação                | Carlota Joaquina, Princesa do Brasil | Venceu    |
| 1998 | Festival de Cinema de Brasília          | Melhor Atriz                          | Traição                              | Venceu    |
| 1999 | Cine PE - Festival do Audiovisual       | Melhor Atriz em Longa-metragem        | Traição                              | Venceu    |
| 2004 | Troféu Top of Business                  | Melhor Atriz Coadjuvante em Televisão | Senhora do Destino                   | Venceu    |
| 2004 | Festival de Cinema de Gramado           | Melhor Atriz                          | Vida de Menina                       | Indicado  |
| 2004 | Festival Internacional de Cinema do Rio | Melhor Atriz                          | Vida de Menina                       | Indicado  |
| 2005 | Prêmio Qualidade Brasil                 | Melhor Atriz em Cinema                | Vida de Menina                       | Indicado  |
| 2006 | Prêmio Contigo! de Cinema Nacional      | Melhor Atriz                          | Vida de Menina                       | Indicado  |
| 2006 | Prêmio Guarani de Cinema Brasileiro     | Melhor Atriz                          | Vida de Menina                       | Indicado  |
| 2006 | Prêmio ACIE de Cinema                   | Melhor Atriz                          | Vida de Menina                       | Indicado  |